# Alicia (anémona)
Alicia es un género de anémonas de mar de la familia Aliciidae. Son anémonas solitarias, retraídas durante el día, y con la columna recubierta de vesículas urticantes distintivas.

## Morfología
Su cuerpo es cilíndrico. Su extremo basal es un disco plano, que funciona como pie, el disco pedal, que en este género está bien desarrollado; y su extremo apical es el disco oral, el cual tiene la boca en el centro, y alrededor, tentáculos compuestos de cnidocitos, células urticantes provistas de neurotoxinas paralizantes en respuesta al contacto. La anémona utiliza este mecanismo para evadir enemigos, o permitirle ingerir presas más fácilmente hacia la cavidad gastrovascular. Su picadura es también venenosa y dolorosa para los humanos.
De noche expanden su delicada columna y sus largos tentáculos, llegando a alcanzar 40 cm de altura. Su cuerpo y sus finos tentáculos son translúcidos, normalmente blanquecinos, azulados o marrón claro, retrayendo estos parcialmente en espiral.

## Hábitat
Habitan en superficies rocosas y entre las raíces de Posidonia. En profundidades de 1,5 a 80 m, y en un rango de temperaturas entre 17.18 y 20.04 °C. Se encuentra normalmente sola.

## Distribución geográfica
Se distribuyen en el océano Atlántico, incluido el mar Mediterráneo, en el golfo de México, Caribe, Brasil e Uruguay; y en Azores, Canarias y Madeira. También en el Indo-Pacífico, en la costa este africana, Australia, Fiyi y la costa mexicana del Pacífico.

## Alimentación
Se alimentan por la noche de las presas de zooplancton o peces, que capturan con sus tentáculos.

## Especies
El Registro Mundial de Especies Marinas acepta las siguientes especies en el género:
- Alicia beebei Carlgren, 1940
- Alicia mirabilis Johnson, 1861
- Alicia pretiosa (Dana, 1846)
- Alicia rhadina Haddon & Shackleton, 1893
- Alicia sansibarensis Carlgren, 1900
- Alicia uruguayensis Carlgren, 1927

- Alicia zanzibarica (nomen dubium)

## Galería

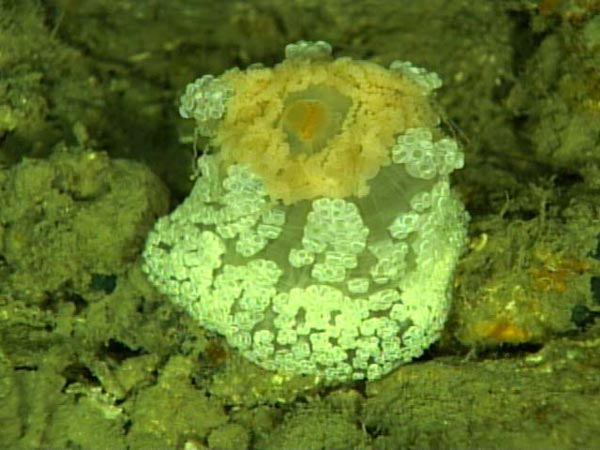
A. Mirabilis retraída.
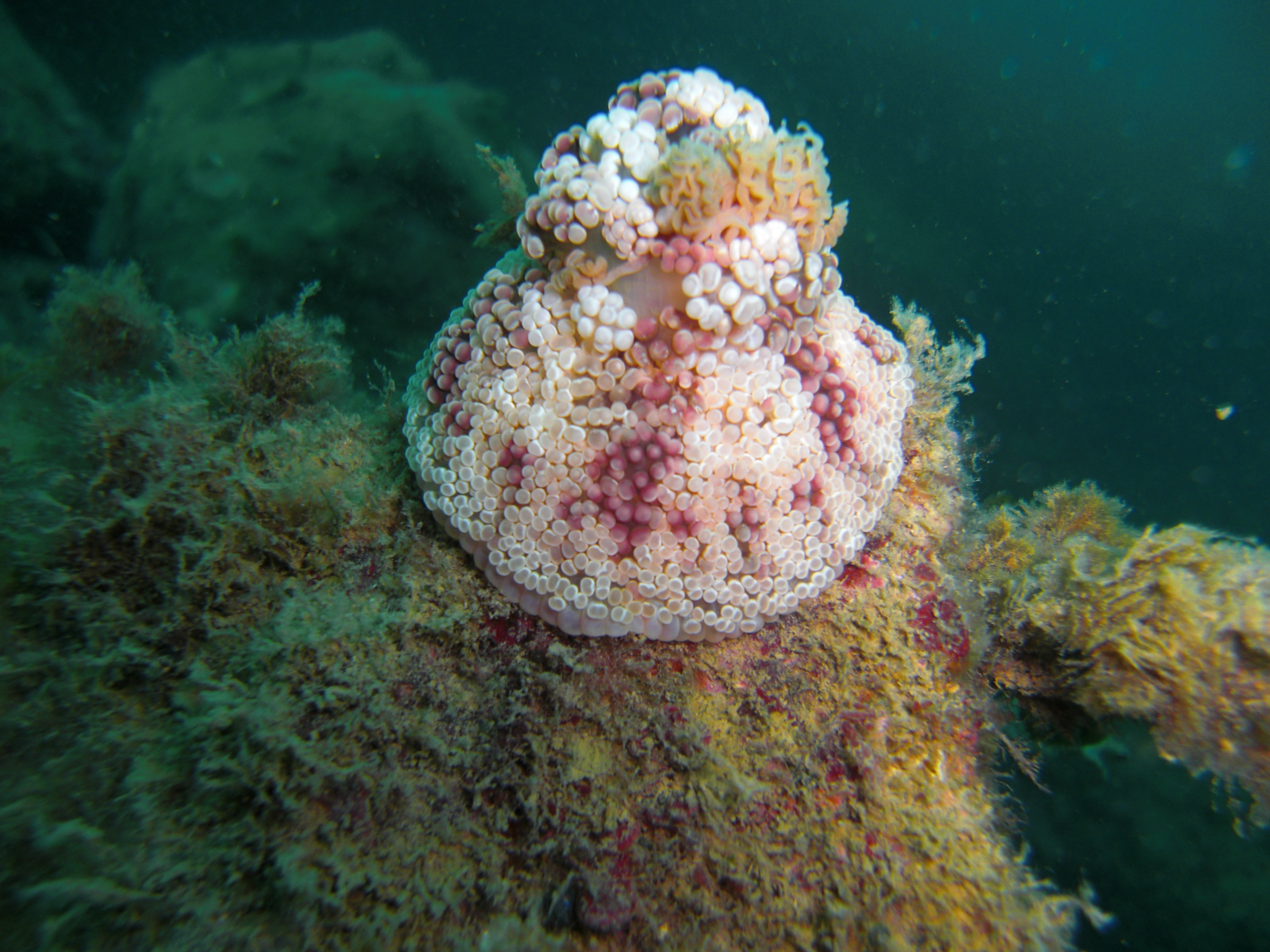
A. mirabilis retraída durante el día.
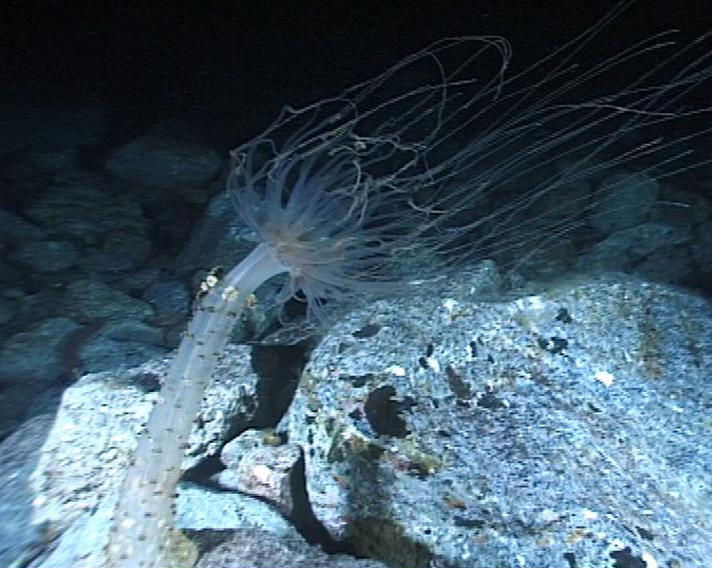
A. mirabilis en el estrecho de Mesina, Italia.
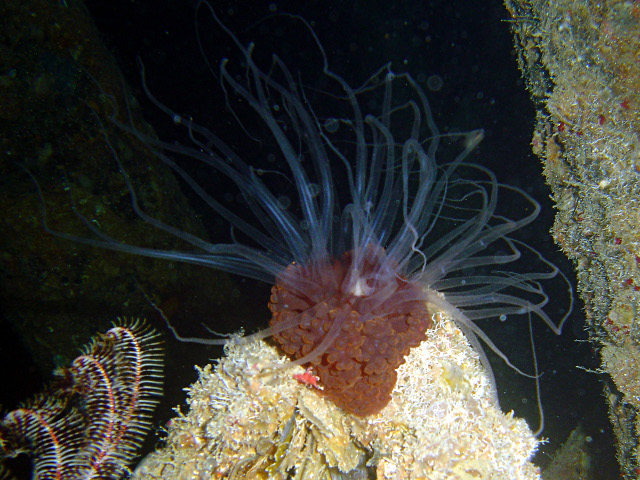
A. pretiosa en el Mar Rojo-
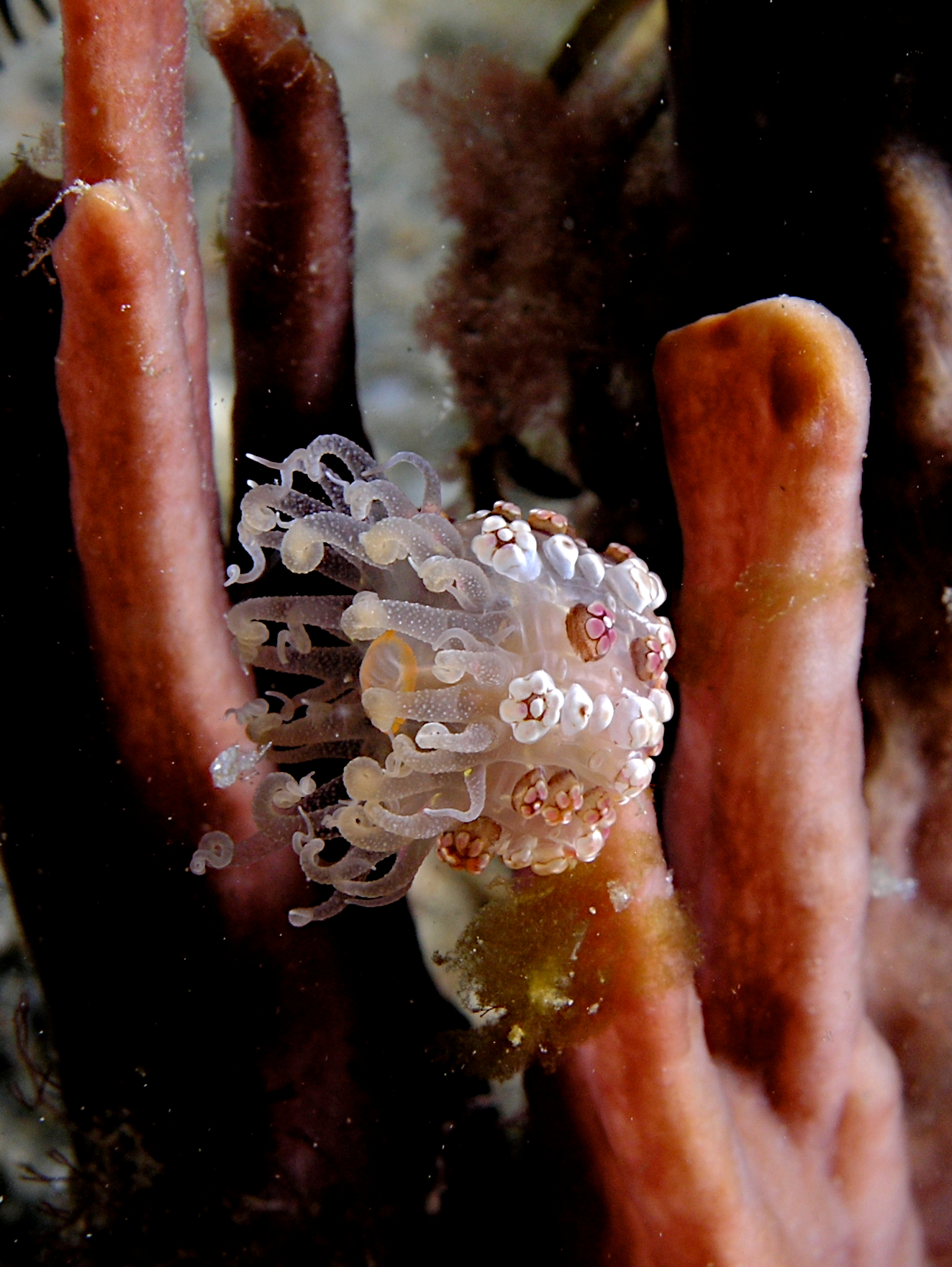
A. rhadina
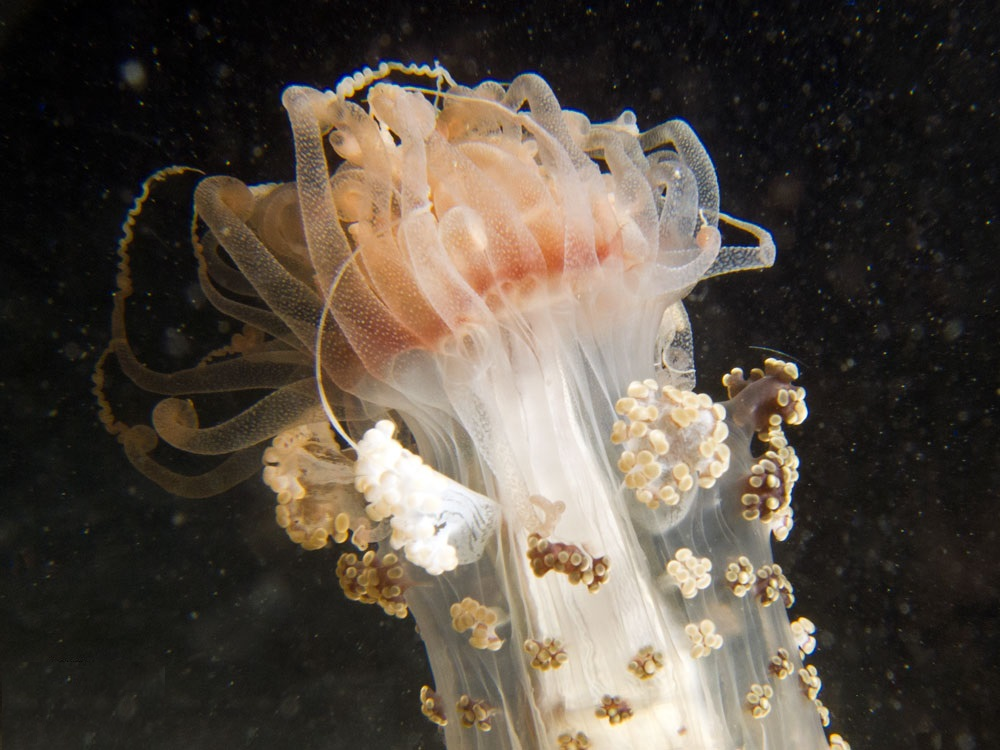
A. sansibarensis
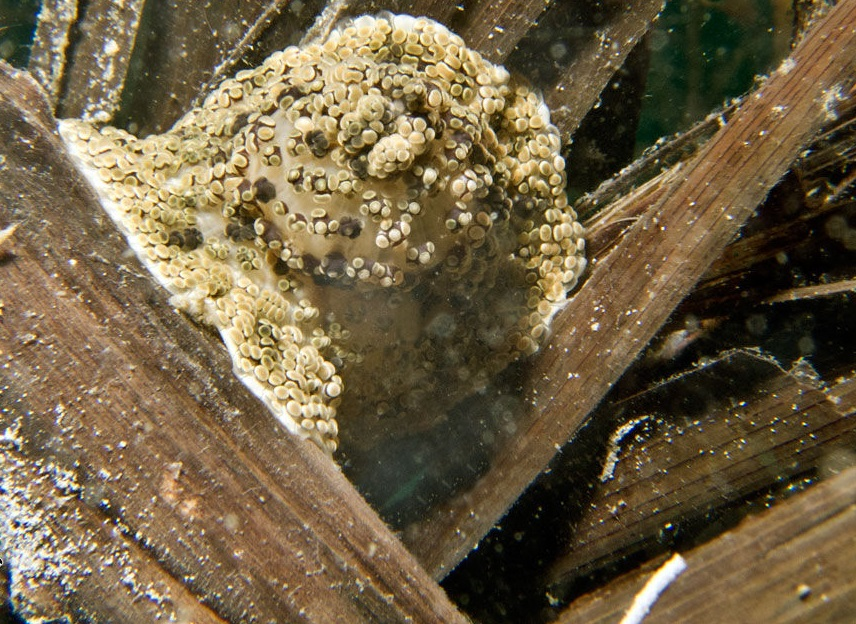
A. sansibarensis retraída
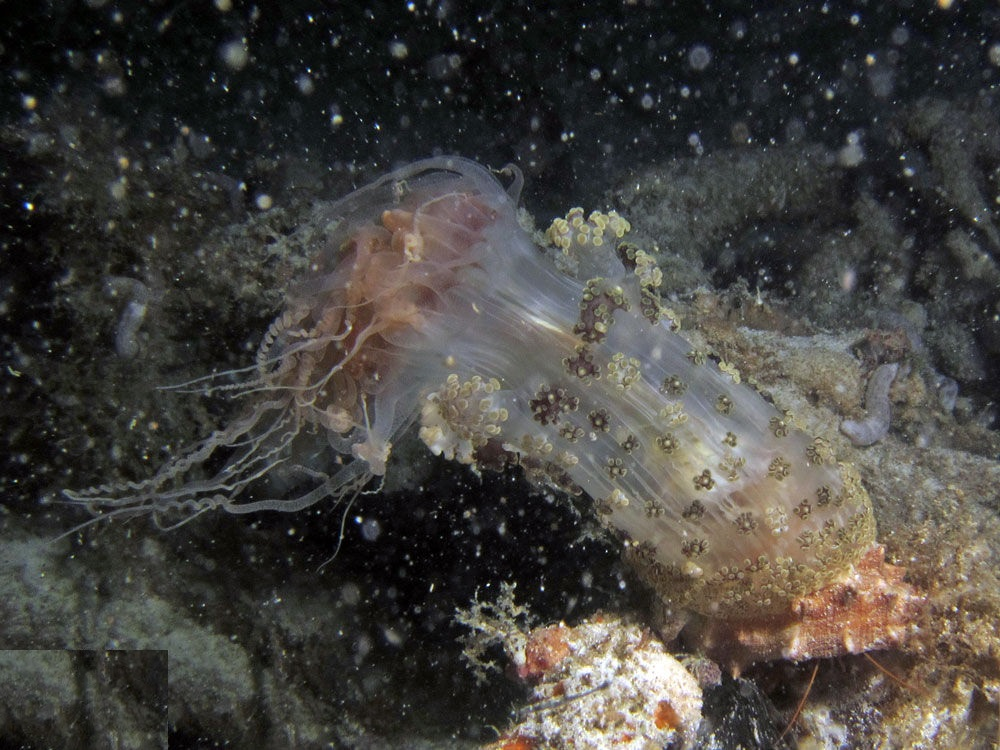
A. sansibarensis alimentándose, Koh Phangan, Tailandia